# Casalciprano
Casalciprano község (comune) Olaszország Molise régiójában, Campobasso megyében.

## Fekvése
A megye délnyugati részén fekszik. Határai: Busso, Castropignano, Frosolone, Sant’Elena Sannita, Spinete és Torella del Sannio.

## Története
A település első említése 1457-ből származik. Andrea d’Evoli nemesúr alapította. A 19. században nyerte el önállóságát, amikor a Nápolyi Királyságban felszámolták a feudalizmust.

## Népessége
A népesség számának alakulása:

## Főbb látnivalói
- San Salvatore-templom
- San Rocco-templom
- SS. Annunziata-templom